# Joan Ruddock
Joan Mary Ruddock (née Anthony, le 28 décembre 1943) est une femme politique britannique du parti travailliste qui est députée pour Lewisham Deptford de 1987 à 2015. Ruddock est ministre d'État à l'Énergie au ministère de l'Énergie et du Changement climatique jusqu'au 11 mai 2010.

## Jeunesse
Ruddock fait ses études au lycée Pontypool Girls et à l'Imperial College de Londres où elle étudie la botanique et la chimie. Avant son élection au Parlement, elle est présidente de la Campagne pour le désarmement nucléaire, un groupe de pression britannique. Elle démissionne en 1985 .

## Carrière parlementaire
Ruddock se présente pour le siège conservateur sûr de Newbury en 1979, terminant troisième. Elle est élue pour Lewisham Deptford en 1987, succédant à John Silkin. Elle est initialement membre du groupe de campagne socialiste mais démissionne en 1988 pour protester contre la décision de Tony Benn de défier Neil Kinnock pour la direction.
Pendant le gouvernement de Tony Blair, elle est brièvement ministre des Femmes. Elle revient au gouvernement lorsque Gordon Brown la nomme sous-secrétaire d'État parlementaire au ministère de l'Environnement, de l'Alimentation et des Affaires rurales en juin 2007, chargée de la biodiversité, de l'adaptation au changement climatique, des déchets et de la foresterie domestique. En octobre 2008, elle est transférée au ministère nouvellement créé de l'énergie et du changement climatique, poursuivant ses fonctions précédentes. Lors du remaniement de juin 2009, elle est promue au niveau de ministre d'État, responsable de la politique énergétique, et le reste jusqu'à la chute du gouvernement travailliste en 2010.
Au cours de son mandat au Parlement, Ruddock est chargée de présenter avec succès deux projets de loi d'initiative parlementaire sur le pourboire et pour s'assurer que les autorités locales ont assuré le recyclage à domicile .
Elle est membre honoraire des orfèvres, Université de Londres, membre honoraire de Laban Londres et membre du conseil d'administration de Trinity Laban.
Elle est nommée conseillère privée le 9 juin 2010  et Dame Commandeur de l'Ordre de l'Empire britannique (DBE) dans les honneurs du Nouvel An 2012 pour les services publics et politiques.

## Vie privée
Le premier mari de Ruddock, Keith Harrhy Ruddock, professeur de biophysique à l'Imperial College de Londres, qu'elle épouse en 1963, meurt dans un accident de la circulation en 1996; le couple s'était séparé en 1990 ,. Elle se remarie  avec l'ancien député travailliste d'Aberdeen North, Frank Doran de 2010 jusqu'à sa mort en 2017.